# Mandinga
A Mandinga egy román popegyüttes, akik Romániát képviselték a 2012-es Eurovíziós Dalfesztiválon Bakuban. Zenei stílusuk a latin jazz, salsa, merengue, cumbia. A 2002-ben alakult bukaresti együttes első énekesnője, a 2009-es román induló Elena Gheorghe volt. Jelenlegi énekesnőjük is az Elena nevet viseli, de őt Elena Ionescunak hívják.
A TVR köztelevízió 2012. március 10-én rendezett nemzeti döntőjében a Zaleilah című dallal, a 15 fős mezőnyben 22 ponttal az első helyen végzett. A zsűrinél a második, míg a közönségnél az első helyet szerezte meg.

## Diszkográfia

### Albumok
- 2003 - ...de corazón
- 2005 - Soarele meu
- 2006 - Gozalo
- 2008 - Donde
- 2012 - Club de Mandinga

## Külső hivatkozások
- (románul) Mandinga együttes hivatalos honlapja
- (románul) Mandinga együttes hivatalos Facebook-oldala